# Хмелево (Крым)
Хме́лево (до 1945 года Сады́р-Бога́й; укр. Хмельове, крымскотат. Sadır Bağay, Садыр Багъай) — село, расположенное на территории Черноморского района Республики Крым, входит в состав Новоивановского сельского поселения (согласно административно-территориальному делению Украины — Новоивановского сельсовета Автономной Республики Крым).

## Население
| 2001 | 2014 |
| ---- | ---- |
| 394  | ↘230 |

Всеукраинская перепись 2001 года показала следующее распределение по носителям языка
| Язык             | Процент |
| ---------------- | ------- |
| русский          | 32.74   |
| крымскотатарский | 32.23   |
| украинский       | 17.01   |

### Динамика численности
| - 1806 год — 78 чел. - 1864 год — 39 чел. - 1892 год — 62 чел. - 1900 год — 41 чел. - 1915 год — 169/0 чел. - 1926 год — 147 чел. | - 1939 год — 163 чел. - 1989 год — 462 чел. - 2001 год — 394 чел. - 2009 год — 329 чел. - 2014 год — 230 чел. |

## География
Хмелево — село на востоке района, на восточном склоне Тарханкутской возвышенности, высота центра села над уровнем моря — 45 м. Ближайшее село — Красноярское в 6,5 км на восток, райцентр Черноморское — примерно в 39 километрах (по шоссе) западнее, ближайшая железнодорожная станция — Евпатория — около 42 километров. Транспортное сообщение осуществляется по региональной автодороге 35Н-605 Новоивановка — Ленское (от шоссе Черноморское — Евпатория) (по украинской классификации — С-0-11704).

## Современное состояние
На 2016 год в Хмелево числится 8 улиц и садовое товарищество; на 2009 год, по данным сельсовета, село занимало площадь 14,2 гектара, на которой в 116 дворах проживало 329 человек. Действует фельдшерско-акушерский пункт, село связано автобусным сообщением с райцентром, Евпаторией, Симферополем и соседними населёнными пунктами.

## История
Село Садыр-Богай, переименованное ныне в Хмелево, совмещает в названии 2 располагавшихся рядом старинные деревни Садыр и Богай.
Первое их документальное упоминание встречается в Камеральном Описании Крыма… 1784 года, судя по которому, в последний период Крымского ханства Садыр и Багарым входили в Шейхелский кадылык Козловскаго каймаканства. Видимо, вследствие эмиграции крымских татар в Турцию, деревня Богай опустела и в ревизских документах не встречается. После присоединения Крыма к России (8) 19 апреля 1783 года, (8) 19 февраля 1784 года, именным указом Екатерины II сенату, на территории бывшего Крымского ханства была образована Таврическая область и деревня была приписана к Евпаторийскому уезду. После павловских реформ, с 1796 по 1802 год входила в Акмечетский уезд Новороссийской губернии. По новому административному делению, после создания 8 (20) октября 1802 года Таврической губернии уже один Садыр был включён в состав Яшпетской волости Евпаторийского уезда.
По Ведомости о волостях и селениях, в Евпаторийском уезде с показанием числа дворов и душ… от 19 апреля 1806 года, в деревне Садыр числилось 13 дворов, 76 крымских татар и 2 цыган. На военно-топографической карте генерал-майора Мухина 1817 года деревня Садыр обозначена с 14 дворами, а Багай — пустующим. После реформы волостного деления 1829 года Садыр, согласно «Ведомости о казённых волостях Таврической губернии 1829 года», остался в составе Яшпетской волости. На карте 1836 года в Садыре 14 дворов и развалины Богая. Затем, видимо, так же вследствие эмиграции, Садыр заметно опустел и на карте 1842 года обозначен условным знаком «малая деревня», то есть, менее 5 дворов и рядом развалины деревни Багай.
В 1860-х годах, после земской реформы Александра II, деревню приписали к Курман-Аджинской волости. В «Списке населённых мест Таврической губернии по сведениям 1864 года», составленном по результатам VIII ревизии 1864 года, Садыр — владельческая татарская деревня, с 8 дворами, 39 жителями и мечетью при колодцах. По обследованиям профессора А. Н. Козловского 1867 года, вода в колодцах деревни была солоноватая, а их глубина колебалась от 10 до 15 саженей (от 20 до 30 м). Согласно «Памятной книжке Таврической губернии за 1867 год», деревня Садык была покинута жителями, в результате эмиграции крымских татар, особенно массовой после Крымской войны 1853—1856 годов, в Турцию и стояла без новых поселенцев. На трехверстовой карте Шуберта 1865—1876 года в деревне Садыр также обозначено 8 дворов и в последний раз отдельно встречается Багай, как развалины. Согласно «…Памятной книжке Таврической губернии на 1892 год», в деревне Садыр, входившей в Дениз-Байчинский участок, было 62 жителя в 13 домохозяйствах.
Земская реформа 1890-х годов в Евпаторийском уезде прошла после 1892 года, в результате Садыр приписали к Донузлавской волости.
По «…Памятной книжке Таврической губернии на 1900 год» числится уже деревня Багай-Садыр с 141 жителем в 25 дворах. По Статистическому справочнику Таврической губернии. Ч.II-я. Статистический очерк, выпуск пятый Евпаторийский уезд, 1915 год, в деревне Садыр-Богай Донузлавской волости Евпаторийского уезда числилось 37 дворов с татарскими жителями (32 двора с землёй, 5 — безземельные) в количестве 169 человек приписного населения, из которых 90 мужчин и 79 женщин. Жители владели 550 десятинами удобной земли. В хозяйствах имелось 78 лошадей, 42 вола, 32 коровы и 78 голов мелкого скота.
После установления в Крыму Советской власти, по постановлению Крымревкома от 8 января 1921 года № 206 «Об изменении административных границ» была упразднена волостная система и образован Евпаторийский уезд, в котором создан Ак-Мечетский район и село вошло в его состав, а в 1922 году уезды получили название округов. 11 октября 1923 года, согласно постановлению ВЦИК, в административное деление Крымской АССР были внесены изменения, в результате которых округа были отменены, Ак-Мечетский район упразднён и село вошло в состав Евпаторийского района. Согласно Списку населённых пунктов Крымской АССР по Всесоюзной переписи 17 декабря 1926 года, в селе Садыр-Богай, Ак-Коджинского сельсовета Евпаторийского района, числилось 35 дворов, из них 28 крестьянских, население составляло 147 человек, из них 136 татар, 10 русских, 1 записан в графе "прочие, действовала татарская школа. Согласно постановлению КрымЦИКа от 30 октября 1930 года «О реорганизации сети районов Крымской АССР», был восстановлен Ак-Мечетский район (по другим данным 15 сентября 1931 года) и село вновь включили в его состав. Видимо, тогда же был образован сельсовет, поскольку на 1940 год он уже существовал. По данным всесоюзной переписи населения 1939 года в селе проживало 163 человека.
В 1944 году, после освобождения Крыма от фашистов, согласно Постановлению ГКО № 5859 от 11 мая 1944 года, 18 мая крымские татары были депортированы в Среднюю Азию. Указом Президиума Верховного Совета РСФСР от 21 августа 1945 года Садыр-Богай был переименован в Хмелево и Садыр-Богайский сельсовет — в Хмелевский. С 25 июня 1946 года Хмелево в составе Крымской области РСФСР. 26 апреля 1954 года Крымская область была передана из состава РСФСР в состав УССР. С начала 1950-х годов, в ходе второй волны переселения (в свете постановления № ГОКО-6372с «О переселении колхозников в районы Крыма»), в Черноморский район приезжали переселенцы из различных областей Украины. Время упразднения сельсовета и включения в состав Новоивановского пока не установлено: на 15 июня 1960 года село уже числилось в его составе. По данным переписи 1989 года в селе проживало 462 человека. С 12 февраля 1991 года село в восстановленной Крымской АССР, 26 февраля 1992 года переименованной в Автономную Республику Крым. С 21 марта 2014 года в составе Крыма аннексировано Россией.